# Свято-Никольский храм (Кунгур)
Свято-Никольский (Иоанно-Предтеченский) храм — храм Пермской и Кунгурской епархии Русской православной церкви, находится в Кунгуре в Пермском крае.

## История
Впервые храм упоминается в XVIII веке, когда в 1773 году на месте кладбищенской часовни началось строительство новой каменной церкви — были построены холодный храм в честь Иоанна Предтечи, освящённый 29 мая (9 июня) 1787 года и тёплый придел в честь Николая Чудотворца, освящённый 2 (13) декабря 1792 года. Построенная церковь была небольшой — 9,5 сажени длины и 3,5 сажени ширины, причём большая часть площади была занята холодным храмом. Колокольня была маленькой и невысокой. Храм был также довольно беден и не располагал приличной утварью.
Новый храм приписали к Благовещенскому собору, и поэтому богослужения в нём вплоть до 1835 года проводились соборным причтом. Здесь также вели богослужения священники из других храмов Кунгура. Поскольку в силу тесноты храма для молящихся места не хватало, в 1867 года предполагалось начать перестройку храма с устройством двух приделов, но из-за бедности церкви и немногочисленности прихода было решено церковь отдать Кунгурскому женскому монастырю, а приход приписать к Тихвинской церкви. Из-за этого перестройка храма была приостановлена. Впрочем, в 1872 года приход Предтеченской церкви был всё же оставлен.
В 1873 году Пермское строительное отделение разработало проект по перестройке храма. Согласно плану, главный Предтеченский придел храма должен был стать тёплым, соединённым аркой с Никольским приделом, кроме того, предполагалось построить ещё один придел с южной стороны, также соединённый аркой с главным приделом. Средства и материалы на эти работы в основном предоставил известный кунгурский меценат Алексей Семёнович Губкин. Работы начались в том же 1873 г. под руководством архитектора Н. А. Вознесенского: вначале на главном храме установили 4 новые главы, в 1874 г. построили новый Никольский придел, в 1876 г. снесли старую низкую колокольню и начали возводить высокую новую, к 1878 г. завершили внутреннюю перестройку Предтеченского храма. 5 (17) ноября 1878 г. Никольский придел и весь храм были освящены.
9 (21) мая 1886 года была заложена новая часовня в честь иконы Божией Матери и мученика Христофора с восточной стороны храма. В 1889 года на пожертвования купца А. П. Чулошникова храм был расписан живописью. В 1892 г. началась масштабная перестройка храма под руководством пермского архитектора А. Б. Турчевича, согласно которому главный Предтеченский придел должен был быть снесён, а вместо него построены 3 новых придела. Так было решено в силу желания внука А. С. Губкина мецената Александра Григорьевича Кузнецова возвести храм над могилой деда, бабушки и их рано умершей дочери Елизаветы. Вначале прихожане были против того, чтобы сносить самый старый Предтеченский придел, но в знак уважения к своему настоятелю, активному стороннику перестройки, Михаилу Холмогорову, 19 апреля (1 мая) 1892 г. это согласие было дано. В ответ А. Г. Кузнецов обязался не только финансировать все работы, но и взять на себя все расходы по дальнейшему содержанию храма. До завершения работ А. Г. Кузнецов не дожил — он умер в 1895 г.
27 апреля (9 мая) 1894 года в Иоанно-Предтеченском приделе состоялась последняя Литургия, а 22 мая (3 июня) 1894 г. на месте снесённого Предтеченского придела были заложены новые приделы. Строительство, обошедшееся в гигантскую сумму 120 тыс. рублей серебром, длилось несколько лет, и 9 (22) ноября 1903 г. был освящён левый придел во имя Алексия, 16 ноября — правый придел во имя Святителя Николая Чудотворца, 20 июня — главный придел во имя Иоанна Предтечи. Поскольку в храме было два придела во имя Святителя Николая, то с тех пор храм в народе стал называться Свято-Никольским. Постепенно это название храма прижилось и стало основным.
После Октябрьской Революции 1917 года жизнь храма постепенно замирала, и 9 января 1931 года он был закрыт. Его помещения использовались для кузнечно-прессового и сварочного участков, много лет принадлежали близлежащей колонии. При этом были полностью переделаны внутренние интерьеры, а художественная роспись оказалась утраченной.
1 августа 1990 года здание храма было возвращено верующим, и в последующие годы оно постепенно ремонтировалось. В 1996 года храм посетил Патриарх Алексий II, в том же году для храма были отлиты 7 новых колоколов, 17 сентября 1997 года на колокольню был установлен шатёр.
Храм является действующим. Его здание является объектом культурного наследия регионального значения.

## Архитектура храма

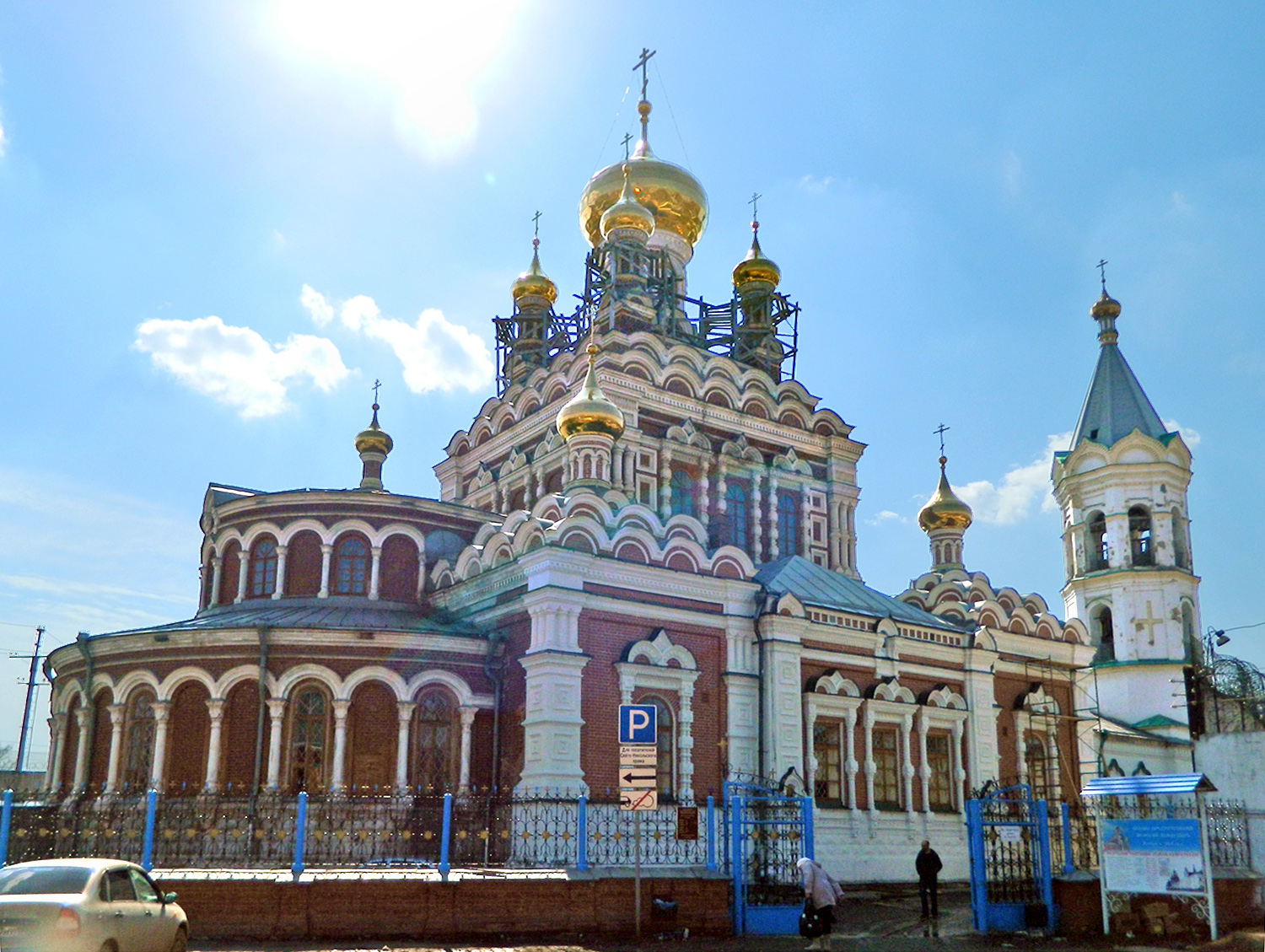
Храм и колокольня в 2013 году

Свято-Никольская церковь имеет архитектурные формы «узорочного» стилистического направления, характерные для русской архитектуры середины XVII в. Здание имеет традиционную планировку: четверик основного храма, двухъярусная полукруглая апсида, трапезная с шатровой колокольней. С севера и юга к четверику храма примыкают приделы.